# W Łąkach (Pękosławice)
W Łąkach – część wsi Pękosławice w Polsce, położona w województwie świętokrzyskim, w powiecie ostrowieckim, w gminie Waśniów.
W latach 1975—1998 W Łąkach administracyjnie należało do województwa kieleckiego.